# Anthony LaMolinara
Anthony LaMolinara é um especialista em efeitos visuais estadunidense. Venceu o Oscar de melhores efeitos visuais na edição de 2005 por Spider-Man 2, ao lado de John Dykstra, Scott Stokdyk e John Frazier.